# اسفندیار اسفندیاری
اسفندیار اسفندیاری (۱۲ اسفند ۱۲۸۸ کرمان، ۱۲ مرداد ۱۳۷۴ تهران) استاد دانشگاه، پژوهشگر و یکی از اولین پیشکسوتان دانش گیاه‌شناسی ایران است. او فرزند میرزا رستم خان اسفندیاری رفعت‌الدوله، نوادۀ مرتضی قلی خان نوری وکیل‌الملک، و نتیجه محمد اسماعیل خان نوری وکیل‌الملک بود.
او اولین ایرانی‌ست که با مدرک دکتری، دروس بیماری‌شناسی گیاهی و قارچ‌شناسی را تدریس کرد و تحقیقات این دو رشته در ایران را آغاز نموده و  نتیجه تحقیقات خود را به سبک مقالات تحقیقاتی امروزی منتشر کرده‌است. او را پدر علم بیماری‌شناسی گیاهی و قارچ‌شناسی ایران می‌دانند.

## زندگی‌نامه
اسفندیار اسفندیاری در دوازدهم اسفند ۱۲۸۸ در کرمان به دنیا آمد. پدرش رستم‌خان رفعت‌الدوله ملقب به رستم اسفندیاری، او را برای تحصیل از کرمان به تهران روانه کرد. اسفندیار دوران ابتدایی و دبیرستان را در مدرسه سن‌لویی تهران که زیر نظر فرانسویان اداره میشد به پایان رساند. سپس برای ادامه تحصیل راهی فرانسه شد و در مدرسه ملی کشاورزی گرینیون به تحصیل پرداخت. اما به دلیل مشکلات مالی تحصیلاتش را نیمه تمام گذاشت و به ایران بازگشت. پس از مراجعت تحصیلات خود را در مدرسه عالی فلاحت کرج که تابع وزارت کشاورزی بود، ادامه داد تا در سال ۱۳۰۷ در سن نوزده سالگی با مدرک لیسانس از این دانشکده فارغ‌التحصیل شد.

پس از اتمام خدمت نظام وظیفه به دلیل علاقه و شایستگی در فراگیری گیاه‌شناسی در دوران تحصیل و تسلط کامل به زبان خارجی، در سال ۱۳۰۹ به عنوان معاون و دستیار آقای ژولین گوتیه (به فرانسوی: Julien Gautier) کارشناس و استاد گیاه‌شناسی مدرسه عالی فلاحت کرج برگزیده شد تا در سال ۱۳۱۴ از طرف مدرسه عالی برای ادامه تحصیل به وین اعزام شد.

اسفندیاری در سال ۱۳۱۷ در سن بیست و نه سالگی موفق به کسب مدرک دکترا از مدرسه عالی کشاورزی وین  (به آلمانی: Hochschule für Bodenkultur) شد و به ایران بازگشت و به دستیاری  اروین گائوبای اتریشی (به آلمانی: Ervin Gauba) که مدرس گیاه‌شناسی دانشکده بود پرداخت.  در سال ۱۳۲۰ پس از خروج  گائوبا از ایران در بحبوحه جنگ جهانی دوم به واسطه ورود متفقین به کشور، عهده‌دار تدریس دروس گیاه‌شناسی و بیماری‌شناسی گیاهی و علفهای هرز شد.

در سال ۱۳۲۴ دانشکده کشاورزی کرج از وزارت کشاورزی جدا شد و به دانشگاه تهران پیوست. اسفندیاری در وزارت کشاورزی باقی‌ماند و فعالیت خود را در بخش تحقیقات گیاه‌پزشکی وزارت کشاورزی که در آن زمان آزمایشگاه حشره‌شناسی و دفع آفات نباتی نامیده می‌شد، ادامه داد. او در همان سال پایه و اساس هرباریوم ایران را بنا نهاد و به همراهی دستیارانش مهندس عین‌الله بهبودی شاهسون از سال ۱۳۲۴ در بخش گیاه‌شناسی و علف‌های هرز، و  قوام‌الدین شریف از سال ۱۳۲۶ در قسمت قارج‌شناسی و بیماری‌های گیاهان در جهت اعتلای هرباریوم کوشید و تا واپسین روزهای عمرش دست از تلاش برنداشت. اسفندیار اسفندیاری در تاریخ ۱۲ مرداد ۱۳۷۴ در سن ۸۶ سالگی و در پنجاهمین سال تأسیس هرباریوم ایران در بیمارستان جم تهران درگذشت.

## خدمات و افتخارات

نخستین استادان مدرسه عالی فلاحت و صنایع روستایی ۱۳۰۸ ش
ایستاده از راست: محمود معاضد، تقی بهرامی، میرخانی، اسفندیار اسفندیاری، ناشناس و رحمت‌الله شیبانی. نشسته از راست: جلال افشار، پرالما فرانسوی، احمدحسین عدل، مصطفی قلی بیات، لونی فرانسوی، محمدمظاهر صدیق‌حضرت، مرتضی گلسرخی.

اسفندیاری تمام طول خدمت دولتی خود را در وزارت کشاورزی گذراند و تنها مدت کوتاهی بین سال‌های ۱۳۳۲ تا ۱۳۳۴ خورشیدی، هم‌زمان با وزارت مهندس منصور عطائی در وزارت کشاورزی، مأمور به خدمت در امور کشاورزی شرکت نفت در آبادان بود.

وی در طول خدمت خود عهده‌دار ریاست اداره کل بررسی‌ها (۱۳۲۵ تا ۱۳۲۹)، مدیریت کل حفظ نباتات (۱۳۳۴ تا ۱۳۳۸)، معاونت فنی وزیر کشاورزی (۱۳۳۸ تا ۱۳۴۳)، ریاست بخش تحقیقات رستنی‌ها در مؤسسه تحقیقات گیاه‌پزشکی کشور (۱۳۴۳-۱۳۵۰)، ریاست مؤسسه تحقیقات گیاه‌پزشکی کشور (۱۳۴۵ تا ۱۳۵۳) بود. او در سال ۱۳۵۳ (در سن ۶۵ سالگی) از کارهای اداری بازنشسته شد.  اسفندیاری پس از ورود به خدمت دولتی از سال ۱۳۰۹ تا ده روز مانده به زمان فوتش  یعنی حدود ۶۵ سال به‌طور مستمر به عنوان استاد و پژوهشگر گیاه‌شناسی و قارچ‌شناسی فعالیت مستمر داشت.

او به زبانهای فرانسه، آلمانی و انگلیسی تسلط و به زبان لاتین آشنایی داشت و در سایه فعالیت‌های تحقیقاتی و علمی‌اش، در مراکز بین‌المللی علمی داخل و خارج از کشور کاملاً شناخته شده‌بود. بر این اساس تعداد زیادی گیاه، قارچ و حشره توسط دانشمندان دیگر به نام و افتخار او نامگذاری شده‌اند.

اسفندیاری موفق به دریافت مدال لیاقت در کشاورزی از کشور فرانسه در سال ۱۹۵۸، مدال افتخار و حمایل از اتریش  در سال ۱۹۶۲، مدال لژیون دونور فرانسه از دست ژنرال دوگل رییس جمهور پیشین فرانسه در سال ۱۹۶۳، مدال خدمت با ستاره از کشور آلمان در سال ۱۹۷۰ و تقدیرنامه حسن انجام خدمت از وزارت کشاورزی ایران در پانزدهم فروردین ۱۳۷۲ شده‌است.

## هرباریوم ملی گیاهان
اسفندیاری بانی هرباریوم ملی گیاهان ایران بود که امروزه با نام هرباریوم ملی گیاهان وزارت جهاد کشاورزی شناخته می‌شود و در سالنی به نام  اسفندیار اسفندیاری جای دارد. فعالیت قسمت گیاهان گل‌دار با شروع جمع‌آوری این نوع رستنی‌ها در سال ۱۳۲۷ توسط اسفندیاری،  کارل هاینس رشینگر  گیاه‌شناس معروف اتریشی و پاول آلن گیاه‌شناس سوئیسی آغاز شد. ابتدا نمونه‌هایی که اسفندیاری و همراهانش در استان‌های کرمان، بلوچستان، خراسان و قسمتی از شمال ایران جمع‌آوری کرده بودند در این هرباریوم قرار گرفت، اما در شصت سال گذشته به غنای این مجموعه افزوده شده‌است.

مسئولیت این هرباریوم در دو دروه، یک‌بار در سال‌های ۱۳۲۷ تا ۱۳۲۹ و بار دیگر در سال‌های ۱۳۴۳ تا ۱۳۴۵ با  اسفندیاری بوده‌است. همچنین مسئولیت هرباریوم مجموعه مرجع قارج‌های وزارت جهاد کشاورزی واقع در سالنی با نام  قوام‌الدین شریف از بدو تأسیس در سال ۱۳۲۴ تا سال ۱۳۲۹ با  اسفندیاری بود.

## آثار و مقالات
اسفندیاری علاوه بر آموزش تعداد زیادی از دانشجویان کشاورزی، مولف بیست و یک عنوان اثر علمی تحقیقاتی در زمینه‌های قارچ‌شناسی، گیاه‌شناسی و بیماری‌شناسی گیاهی است که به شکل انفرادی یا با مشارکت دیگر دانشمندان تهیه و در مجلات علمی ایران یا خارج از کشور به چاپ رسیده.. او در این مقالات ۴۴ گونه و یک ترکیب جدید از گیاهان گلدار و ۲۹ گونه قارچ را به عنوان آرایه جدید معرفی و توصیف کرده‌است.

وی اولین مقاله علمی خود را با همراهی استادش  آدولف اشتاف (به آلمانی: Adolf Staffe) در سال ۱۳۱۶ زمانی که در وین به تحصیل میپرداخت، به زبان آلمانی نوشت و آن را در مجله Molkerei Zeitung (جلد ۶۶) در شهر هیلدس هایم آلمان با عنوان شمه‌ای درباره اقتصاد شیر در ایران (به آلمانی: (Einiges über die Michwirtschaft Irans (Persiens) منتشر کرد.

همچنین در نگارش نخستین مقاله تخصصی‌اش از مشارکت  فرانس پتراک (به آلمانی: Franz Petrak) قارچ‌شناس بلندآوازه اتریشی در زمینه قارچ‌شناسی بهره برد و مقاله‌اش را با عنوان Beiträge zur Kenntnis iranischen Pilzflora در سال ۱۳۲۰ در مجله Annales Mycologici جلد ۳۹ در برلین به چاپ رساند.

او در سال ۱۳۲۴ فهرستی از قارچ‌های گردآوری شده در ایران را به زبان فارسی منتشر کرد که اولین نوشته فارسی در زمینه قارچ‌شناسی گیاهی محسوب می‌شود. در ادامه فهرست‌های شماره دو، سه و چهار قارچ‌های ایران توسط او تا سال ۱۳۳۰ تکمیل و ارائه شدند. از دیگر مقالات مرجع  اسفندیاری در زمینه بیماری‌های گیاهی میتوان به مقالات زنگ‌های غلات در ایران، سیاهکل‌های غلات ایران و بیماری‌های گیاهان زراعی درختان میوه نواحی سوبتروپیکی شمال ایران اشاره کرد.

اسفندیاری عضو هیئت تحریریه مجلات آفات و بیماری‌های گیاهی از ۱۳۲۵ تا ۱۳۶۰، بیماریهای گیاهی از ۱۳۴۳ تا ۱۳۴۸ و Sydowia از ۱۹۴۷ تا ۱۹۵۵ میلادی بود.

## برخی از آثار[۵]
- Petrak, F. und ESFANDIARI, E. 1941. Beiträge zur Kenntnis der iranischen Pilzflora. Ann. Mycol., 39: 204-228.
- ESFANDIARI, E. 1946. Contribution a' l'etude de la mycoflore de I' Iran. Depart. Gen. Protect. Plant, Tehran, 34 pp. (in Farsi).
- ESFANDIARI, E. 1946. Fusarium juruannum P. Henn. sur la cochenille rouge (Chrysomphalus dictyospermi Morg.) au nord de I' Iran. Entomologie Phytophath. appl., 1: 25-27 (in Farsi with French summary).
- ESFANDIARI, E. 1946. Deuxième liste des fungi ramassés en Iran. Entomologie Phytophath.  appl., 2: 10-16.
- ESFANDIARI, E. 1947. Les phanérogammes parasites en Iran. Entomologie Phytopath. appl., 3: 28-39 (in Farsi with French summery).
- ESFANDIARI, E. 1947. Les rouilles de céréales en Iran. Entomologie Phytopath. appl., 4: 67-76 (in Farsi with French summary).
- ESFANDIARI, E. 1947. Les maladies des plantes cultivées et des arbres fruitiers des regions subtropicales du nord de l'Iran. Entomologie Phytopath. appl., 5: 1-21 (in Farsi with French summery).
- ESFANDIARI, E. 1947. Beiträg zur iranischen Pilzflora. Sydowia, 1: 161-168.
- ESFANDIARI, E. 1948. Les charbons des céréales en Iran. Entomologie Phytopath. appl., 6-7: 48-68 (in Farsi with French summery).
- ESFANDIARI, E. 1948. Troixième liste des fungi ramassés en Iran. Entomologie Phytopath. appl., 8: 1-12.
- ESFANDIARI, E. und Petrak, F. 1950. Pize aus Iran. Sydowia, 4: 11-38.
- ESFANDIARI, E. 1951. Quatrième liste de fungi de l'Iran. Entomologie Phytopath. appl., 12-13: 1-26.
- ESFANDIARI, E. 1951. Neue iranische Pilze. Sydowia, 5: 366-370.